# Mistrzostwa Europy w Lekkoatletyce 1934 – bieg na 800 m mężczyzn
Bieg na dystansie 800 metrów mężczyzn był jedną z konkurencji rozgrywanych podczas I Mistrzostw Europy w Turynie. Biegi eliminacyjne zostały rozegrane 8 września, zaś bieg finałowy — 9 września 1934 roku. Zwycięzcą tej konkurencji został węgierski zawodnik Miklós Szabó. W rywalizacji wzięło udział dwunastu zawodników z dziesięciu reprezentacji.

## Eliminacje
Bieg 1
| Miejsce | Zawodnik      | Czas   | Uwagi |
| ------- | ------------- | ------ | ----- |
| 1       | Erik Wennberg | 1:58,7 | Q CR  |
| 2       | Miklós Szabó  | 1:58,9 | Q     |
| 3       | Pierre Hemmer | 1:59,1 | Q     |
| 4       | Ademar Jürlau | 1:59,2 |       |

Bieg 2
| Miejsce | Zawodnik            | Czas   | Uwagi |
| ------- | ------------------- | ------ | ----- |
| 1       | Wolfgang Dessecker  | 1:57,0 | Q CR  |
| 2       | Kazimierz Kucharski | 1:57,5 | Q     |
| 3       | Jean Keller         | 1:57,6 | Q     |
| 4       | Evžen Rošický       | 1:57,8 |       |

Bieg 3
| Miejsce | Zawodnik         | Czas   | Uwagi |
| ------- | ---------------- | ------ | ----- |
| 1       | Mario Lanzi      | 1:51,8 | Q CR  |
| 2       | Eric Ny          | 1:53,0 | Q     |
| 3       | Raymond Petit    | 1:55,3 | Q     |
| 4       | Georg Puchberger | 1:57,0 |       |

## Finał
| Place | Athlete             | Time   |
| ----- | ------------------- | ------ |
| 1     | Miklós Szabó        | 1:52,0 |
| 2     | Mario Lanzi         | 1:52,0 |
| 3     | Wolfgang Dessecker  | 1:52,2 |
| 4     | Eric Ny             | 1:52,4 |
| 5     | Erik Wennberg       | 1:53,1 |
| 6     | Kazimierz Kucharski | 1:53,4 |
| 7     | Raymond Petit       | 1:54,0 |
| 8     | Pierre Hemmer       | 1:55,8 |
| 9     | Jean Keller         | b. d.  |